# Посвящение России

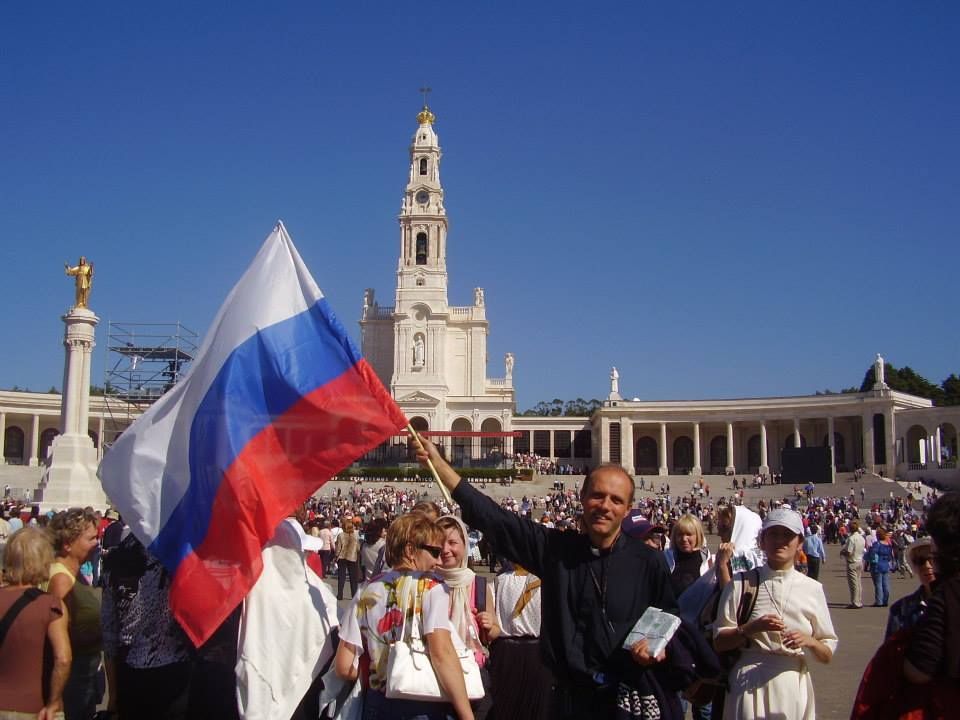
Паломники из России в Фатиме

Посвящение России Непорочному Сердцу Марии Папой Римским и католическими епископами — необходимое, по мнению сторонников фатимского чуда, условие наступления мира на Земле.
Верование возникло после явления Девы Марии трём детям в 1917 году в Фатиме, а также позже одной из них, Лусии Сантуш, во время повторного видения в 1929 году в городе Туй, когда она увидела Святую Троицу. По словам Лусии, Дева Мария велела ей усиленно молиться, а также сделала ряд пророчеств и обещаний, одним из которых было указание на посвящение России для наступления мира во всём мире.
Вследствие этого папы Пий XII (1942, см. Посвящение мира Непорочному сердцу Девы Марии), Иоанн Павел II (1984) и Франциск (2013) посвятили весь мир Непорочному Сердцу, а Пий XII посвятил в 1952 году отдельно «народ России», что иногда называется «актом вверения». Также в 2022 году папа Франциск ещё раз посвятил весь мир, отдельно выделив Россию и Украину.
Хотя сестра Лусия Сантуш заявила, что посвящения 1942 и 1984 года были приняты на небесах, некоторые особо ревностные приверженцы-фатимисты, особенно Католики-традиционалисты, оспаривают правомерность посвящения России, в частности указывая на требование во время явления в Туе, чтобы посвящение было сделано всеми католическими епископами мира, а не одним лишь Папой Римским.
Папа римский Франциск посвятил Россию, Украину и весь мир Непорочному Сердцу Марии вечером 25 марта 2022 года в Ватиканской базилике. Аналогичный обряд в Фатиме повторил кардинал Конрад Краевский, а также епископы по всему миру.

## Возражения Русской православной церкви
Православная церковь часто рассматривает фатимские явления в свете раскола с Католической церковью, продолжающегося уже почти тысячелетие. Многими церковниками посвящение России рассматривается как нападки на традиционную ветвь Христианства и попытка передать Россию под Католичество. Католики, в свою очередь, заявляют, что речь лишь идёт о коммунизме/атеизме.
Православные указывают на то, что:
1) Россия на момент фатимских явлений (1917 год) была глубоко христианской страной с особым почитанием Богоматери,
2) концепция предполагает переход из православия в католицизм с признанием примата Папы Римского.
Католики же указывают, что явления произошли с 13 мая по 13 октября 1917 года после свержения Николая II и возвращения в Россию Ленина. Россия уже была в революционной агонии, большевизм, враждебный любой религии, уже стремился к власти. Последнее явление произошло в октябре, незадолго до Октябрьской революции 25 октября. Они также считают, что обращение призвано было спасти мир от атеистического коммунизма. В 1946 году, во время собрания католической молодёжи в Фатиме, русская девушка Наташа Дерфельден спросила у Лусии, как должно произойти обращение России. Сестра Лусия сообщила, что посвящение должно свершиться Православной церковью по «восточному обряду», подразумевая византийскую традицию Римской Католической церкви. Другой способ, описанный кардиналом Ратцингером (впоследствии Папой Бенедиктом XVI), подразумевает обращение сердца. Папа римский Франциск уделяет особое внимание России: в частности, он написал открытое письмо российскому президенту, провёл на Кубе первую в истории встречу с предстоятелем РПЦ.
По мнению некоторых, концепция православной иконы Божия Матерь «Державная», явленной в день отречения Николая II, подразумевает передачу России под покровительство Богородицы на время отсутствия «земного» монарха (на иконе Мария изображена с царскими регалиями). По мнению русских монархистов, в будущем при её участии возможно возвращение православной монархии в России, что можно трактовать как шаг к «посвящению».